# Lyfe Jennings
Lyfe Jennings, nato Chester Jermaine Jennings (Toledo, 3 giugno 1978), è un cantante statunitense.
Nel corso della sua carriera ha collaborato con Fantasia, Lil Flip, LL Cool J, Bone Thugs-N-Harmony, Jim Jones e altri artisti.

## Discografia

### Album in studio
- 2004 - Lyfe 268-192
- 2006 - The Phoenix
- 2008 - Lyfe Change
- 2010 - I Still Believe
- 2013 - Lucid
- 2015 - Tree of Lyfe